# Fontana dei Delfini (Catania)

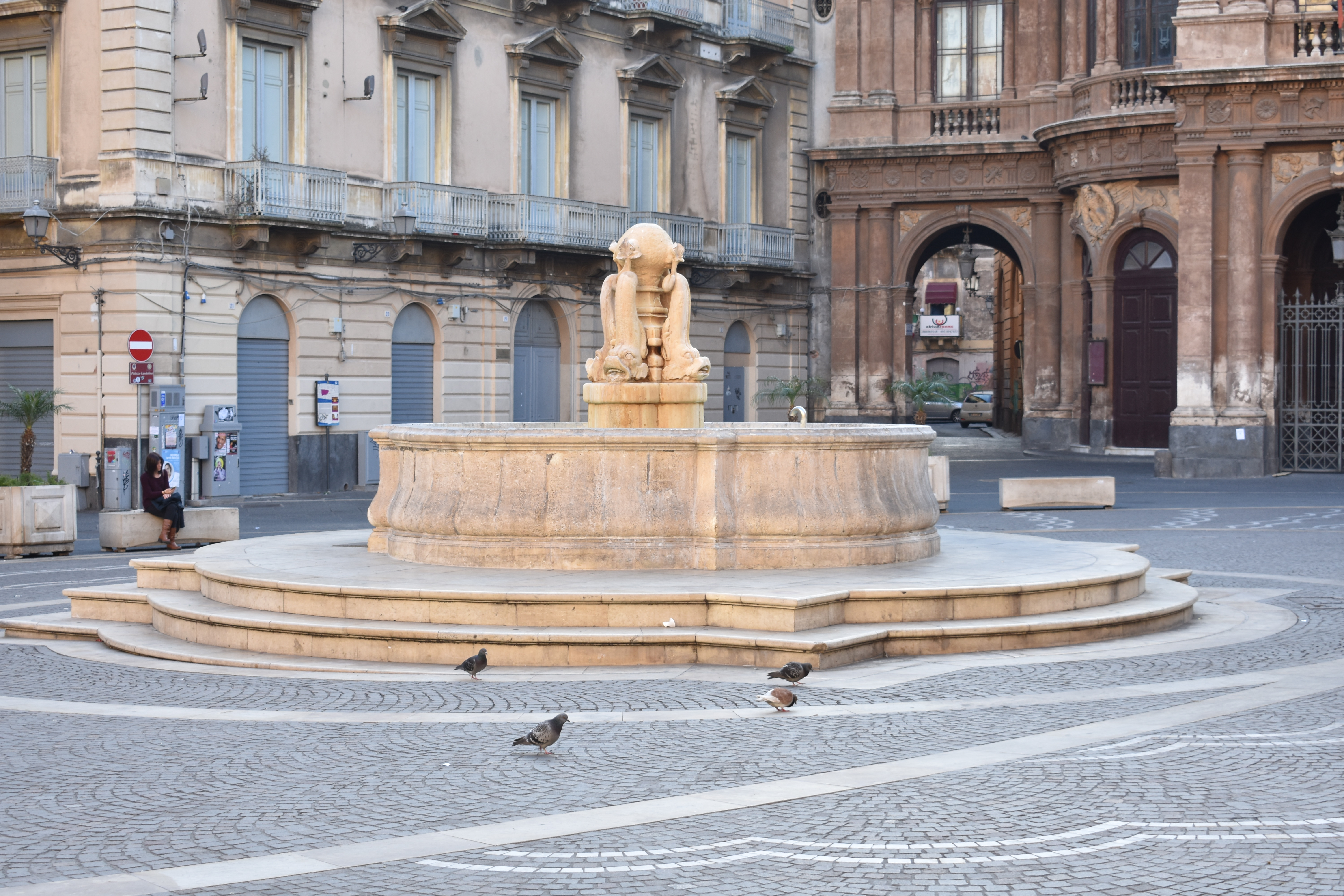
La fontana dei Delfini in piazza Teatro Massimo.

La fontana dei Delfini si trova a Catania in piazza Vincenzo Bellini di fronte al Teatro Massimo.

## Storia
Posta al centro della piazza nei primi anni degli anni cinquanta, è di più antica fattura (inizi del XVIII secolo) in quanto in precedenza si trovava nel chiostro interno della Chiesa della Badia di Sant'Agata sul fianco sinistro della Cattedrale di Sant'Agata. L'opera venne disegnata dall'architetto Giovanni Battista Vaccarini autore del progetto della chiesa in questione.
Si tratta di una fontana in pietra bianca posta su tre gradini. Al centro della vasca, a forma circolare, sono quattro delfini dei quali solo due risalgono all'antico monumento mentre gli altri due sono delle copie realizzate dallo scultore Salvatore Giordano che si occupò anche di apportare le necessarie riparazioni ai due originali.